# Reglas de la Fórmula 1
| Fórmula 1 Mundial de Pilotos • Mundial de Constructores Grandes Premios • Circuitos • Pilotos • Motores • Reglamentación • Puntuaciones • Neumáticos Historia Antecedentes • 1950-1999 • 2000- Récords • Récords de pilotos |
| Portal:Fórmula 1 |

Las numerosas reglas de la Fórmula 1 creadas por la FIA, han cambiado drásticamente desde el primer Gran Premio de Fórmula 1 en el año 1950. Este artículo cubre el estado actual de las normas técnicas y deportivas de la Fórmula 1, así como la historia de los reglamentos técnicos desde 1950.

## Historia

### SigloXX
En 1950, como respuesta al Campeonato Mundial de Motociclismo iniciado en 1949, la Federación Internacional del Automóvil (FIA) organizó el primer Campeonato Mundial de Pilotos oficial usando las reglas de la F1 diseñadas tras la guerra. Estas regulaciones exigían el uso de motores atmosféricos de 4.5 litros o supercargados de 1.5 litros. La organización del campeonato, que incorporaba los cinco "mayores" Grandes Premios de Europa, fue una mera formalización de lo que ya se corría en años previos. Los equipos italianos Alfa Romeo, Ferrari, y Maserati, dominaron los primeros años, aunque fabricantes de otras nacionalidades también participaron, como el francés Talbot o el intento británico BRM; incluyendo algunos autos privados que participaron en carreras locales.
Pese al dominio de Alfa en 1950 y 1951, esta encontró fuerte oposición en los Ferrari normalmente aspirados de 4.5 litros hacia el final de 1951 y decidieron retirarse. Considerando el aumento de costos y la ausencia de competidores serios a los Ferrari, la FIA decidió que las siguientes dos temporadas del campeonato se compitieran usando los autos con motor de 2 litros de la Fórmula 2.
En 1954 el campeonato regresó a la reglamentación de F1. Nuevas regulaciones permitieron motores atmosféricos de 2.5 litros. Con este cambio finalizó el dominio italiano, pero en lugar de incrementar la competencia meramente permitió el retorno triunfante de las Flechas Plateadas de Mercedes al deporte que habían dominado en los 1930s. Innovando con válvulas desmodrómicas, inyección de combustible, aleaciones exóticas, carrocería aerodinámica y otras características avanzadas. Los autos Mercedes arrasaron las siguientes dos temporadas, ganando todas excepto dos carreras. Sin embargo, al final de 1955 Mercedes desapareció tan rápidamente como llegó, retirándose de las competencias automotrices los siguientes treinta años debido a un desastroso accidente en las 24 Horas de Le Mans. Tres Grandes Premios fueron cancelados y dos países prohibieron las carreras de autos.
1958 marcó la diferencia en otra forma crucial para la F1. Stirling Moss ganó el Gran Premio de Argentina conduciendo un Cooper con motor posterior propulsado por un Coventry Climax de 2 litros y 4 cilindros en línea. Esta fue la primera victoria en F1 de un auto con motor trasero (en realidad motor intermedio).
En 1961, en un intento por frenar las velocidades, la F1 restringió los motores a 1.5 litros no supercargados, una fórmula vigente por cinco años. Ferrari pudo haber utilizado sus experimentados autos con motor intermedio de la Fórmula 2 pero prefirió ir un paso más allá diseñando un sofisticado auto impulsado por un motor V6 a 120.º.
En 1962 el equipo Lotus corrió el Lotus 25 propulsado por el nuevo motor Coventry-Climax FWMV V8. En vez del chasis tubular, el auto tenía un chasis construido de lámina de aluminio y llamado monocasco, que probó ser el mayor avance tecnológico desde la introducción del motor trasero.
1966 vio el regreso de la potencia a la F1 al permitir motores de 3.0 litros atmosféricos o 1.5 litros con turbocompresor.
En los años siguientes el aspecto externo de los coches de Fórmula 1 fue evolucionando. La carrocería fue esculpida en forma de cuña (siendo Lotus el pionero en esto), los alerones de muchas formas diferentes salían del morro y de la parte posterior de los vehículos, y los pilotos tenían gigantescas cajas de aire encima de sus cabezas. Hasta el número de ruedas era variable, ya que Tyrrell introdujo en 1976 el P34 que tenía seis ruedas.
A nivel interno, la revolución estaba en marcha también. La integración del motor como parte estructural del chasis, iniciada por Lotus en 1967, era ahora la norma. Pero el cambio mecánico más grande vino en 1974 y 1975, cuando los Ferrari 312B3 y 312T aparecieron. Este último poseía un caja de cambios transversal que permitía un mejor reparto de pesos en el eje trasero.
1987 también vio el regreso de los motores atmosféricos a la F1, después de que en 1986 solo hubo motores turbocargados. Para limitar la potencia de los turbo, se les limitó la presión de soplado (boost) y la capacidad del tanque de combustible, mientras que se incrementó la cilindrada de los motores atmosféricos a 3.5 litros, además de anunciarse una prohibición de motores turbo a partir de 1989. Sin embargo, mientras los motores turbo permanecieron, dominaron.
En 1990, todos los equipos empezaron a usar diseños de chasis monocasco de fibra de carbono. Mucho más resistentes que los de acero,[cita requerida] creaban una cápsula de supervivencia a prueba de choques y fuego alrededor del piloto y eran mucho más livianos; así que los autos se volvieron más rápidos.
Entre 1994 y 2009, se permitió la posibilidad de recargar combustible en las paradas de pits, lo que convirtió cada carrera en una serie de carreras cortas y como resultado la estrategia de carrera se volvió tan importante como la habilidad del piloto. La tecnología, siempre crucial en el desempeño de este deporte, despegó de manera exponencial. Caja de cambios semiautomática, suspensión activa y control de tracción, fueron avances que permitieron a los autos de los equipos dispuestos a invertir en su desarrollo alcanzar más altas velocidades.
Tras los graves accidentes sufridos por los pilotos en 1994, la FIA reaccionó rápida y duramente con mayores cambios a implementarse inmediatamente. Y fue el principio de la presión de la FIA para incrementar la seguridad.
Aunque no se podían introducir cambios importantes en los autos de ese año, la FIA solicitó que la toma de aire de todos los autos se perforaran con un agujero para reducir el efecto de "ariete de aire" y reducir la potencia. Además el chasis debía llevar debajo una placa de madera para que su desgaste permitiera comprobar que mantenían la altura mínima. Si la placa de desgastaba más de 10mm el auto podía ser declarado ilegal. El combustible de carrera, que anteriormente consistía en exóticas mezclas de bencenos y toluenos más parecidos a combustible de cohetes, fue prohibido. Solo sería legal el combustible de características estándar, disponible en cualquier gasolinera.
La FIA resolvió cambios adicionales para intentar refrenar el incremento de velocidades, lo que requirió que desde 1995 los diseños fueran dibujados desde una plantilla de referencia, con estrictas restricciones para reducir las tolerancias en el tamaño de la abertura de la cabina (que se incrementó), del tamaño de los alerones y demás elementos aerodinámicos (que se limitaron y redujeron) y del ancho del chasis (que se estrechó) e introdujeron exhaustivas verificaciones de medidas y rigidez para asegurar que los autos cumplían con la norma. También se redujo el desplazamiento máximo del motor de 3500 cc a 3000 cc y se implementó el uso de neumáticos rasurados.
Pero no solo se introdujeron medidas para mejorar la seguridad de los pilotos, también para intentar mejorar el espectáculo. Una de ellas fue la regla del 107 %, la cual obligaba a las escuderías pequeñas en la calificación de cada gran premio, a obtener tiempos por debajo del 107 % del tiempo del primer clasificado, con el fin de evitar las amplias diferencias entre las escuderías grandes y las más modestas.
En 1996 la FIA estableció un tamaño mucho mayor como mínimo para el área de la cabina, junto con protección para la cabeza del piloto, para asegurar que la cabeza del piloto estuviera menos expuesta (irónicamente eso redujo la visibilidad y contribuyó a aumentar los accidentes).

### SigloXXI
Algunos cambios significativos tuvieron lugar para la temporada 2006, siendo el principal el cambio de motores V10 de 3 litros a V8 de 2.4 litros, en un esfuerzo por parte de la FIA para reducir las velocidades en la Fórmula 1. Otro de ellos es el retorno de reemplazo de neumáticos durante la carrera.
La temporada 2009 supuso el fin de los repostajes durante la carrera.
El año 2009 se caracterizó por haber un cambio significativo en los monoplazas: La aerodinámica se redujo a un 40 % respecto al 2008, con lo cual los coches cambiaron radicalmente. El alerón trasero se redujo de tamaño y se elevó. El delantero, en cambio, fue más amplio que la temporada anterior. Este cambio se debió a un intento de mejorar el número de adelantamientos. Los monoplazas además, volvieron a montar los neumáticos lisos (slicks) que no se usaban desde 1997.
En 2009 se introdujo el KERS (freno regenerativo), que proporcionaba 82 HP extras durante 6.67 segundos por vuelta. Este sistema fue sustituido en 2014 por el ERS (sistema de recuperación de energía), que proporciona 163 HP extras durante 33.3 segundos por vuelta.
En 2011 la Fórmula 1 introdujo el alerón trasero móvil conocido como DRS (del inglés Drag Reduction System). Es un sistema que se utiliza para reducir las cargar de aerodinámicas del monoplaza y así aumentar su velocidad para facilitar los adelantamientos según la F1 solo se puede utilizar en las zonas del circuito permitidas.
Para la temporada 2018 la FIA introdujo el Halo una pieza que va sobre el habitáculo, con el motivo de mejorar la seguridad en los monoplazas, esto tras el accidente de Jules Bianchi en el GP de Japón 2014.

## Reglas y regulaciones actuales
Actualizado a marzo de 2022

### Normas técnicas de la F1

#### Chasis
La anchura total del monoplaza, excluyendo los neumáticos, no puede ser mayor a 2000 mm. No hay límite de longitud. Las demás normas establecen límites indirectos sobre casi todas las dimensiones, por lo que casi todos los aspectos del coche llevan regulaciones de talla. En consecuencia, los distintos coches tienden a estar muy cerca del mismo tamaño.
Desde 2022, el peso total del monoplaza con neumáticos de seco y con el piloto dentro usando la indumentaria completa, no puede ser menor a 800 kg en todo momento durante un evento.
El coche debe tener cuatro ruedas montadas externamente del chasis. Las de la parte anterior son las únicas que pueden virar, mientras que las posteriores son las únicas que pueden tener tracción. Actualmente hay unas distancias mínimas entre las ruedas y el chasis.
El chasis principal contiene una jaula de seguridad, la cual contiene el puesto de conducción y su función es reducir el impacto recibido por un posible choque frontal y lateral, que va desde la parte superior del casco del piloto y rodea todo el cockpit. El depósito de gasolina se encuentra justo detrás del puesto de conducción. Adicionalmente, el coche debe tener barras reforzadas delante y detrás del piloto. El piloto debe ser capaz de entrar y salir del coche sin más esfuerzo que retirar el volante y el reposacabezas.
También hay normas sobre pruebas de choque obligatorias. Hay una prueba de impacto frontal contra una barra de acero a 30 mph (48 km/h), en la cual la desaceleración media no debe exceder 25 g, con un máximo de 60 g para un máximo de 3 milisegundos, sin dañar el chasis más allá de la sección de la nariz. El mismo chasis debe sostener un impacto trasero de un trineo a 30 mph (48 km/h), sin daño en el frente del eje trasero. La jaula de seguridad no está permitido que se aplaste más allá de 50 mm, y un fallo estructural sólo se permite en los primeros 100 mm del cuerpo. El impacto de objetos de 780 kg a 10 m/s debe ser desacelerado a menos de 20G, y absorber no menos del 15% y no más del 35% de la energía total; 80 KN no pueden exceder más de 3 milisegundos. El volante debe sobrevivir al impacto de un objeto de 8 kg y 165 mm de diámetro a 7 m/s sin deformación de la rueda o daños en el mecanismo de liberación rápida.
Además, existen "pruebas de compresión" en los laterales de cabina, tanque de combustible y nosebox (parte del coche que conecta el monocasco con el alerón delantero). El habitáculo debe sobrevivir a una fuerza de 25 kN sin falla. Para el tanque de combustible, se aplican 12,5 kN. Está permitida una deformación máxima de 3 mm. Para el borde del habitáculo, las cifras son de 10 kN y 20& mm. El nosebox debe resistir 40 kN durante 30 segundos sin falla.

#### Motor
Los motores de Fórmula 1 deben ser sobrealimentados mediante un turbocompresor, de cuatro tiempos, de combustión interna a gasolina y con motor alternativo de pistones circulares con un máximo de dos válvulas de admisión y dos de escape por cilindro. Desde 2014, los motores deben ser V6 (6 cilindros en V a 90.º) con una cilindrada máxima de 1600 cc. Además, se acompañan de un sistema híbrido.
El cigüeñal y el árbol de levas deben estar hechos de acero o hierro fundido. El uso de materiales compuestos de carbono para el bloque de cilindros, culata y pistones, no está permitido. La velocidad de giro del cigüeñal debe estar limitada para que no exceda las 15 000 rpm.
El flujo másico máximo de combustible no excederá los 100 kg/h. Sea cual sea el valor exacto de este flujo máximo, un 75 % deberá inyectarse directamente dentro de los cilindros. Está prohibido que la presión del sistema de inyección de gasolina exceda los 500 bares. Sólo se permite un inyector de gasolina por cilindro. También está prohibida la inyección de cualquier sustancia en los cilindros que no sea aire y combustible (gasolina).
Los motores son turboalimentados y con sistemas de recuperación de energía (SRE o ERS, por sus siglas en inglés). La potencia es de 600 HP, más un ERS de 163 HP. El ERS no sólo acumulará energía en las frenadas, sino que también sacará partido del calor residual del turbocompresor. El ERS puede ser usado durante 33.3 segundos por vuelta.
La longitud variable de admisión y de escape están prohibidos. Tampoco están permitidos los sistemas de temporizado variable de la apertura de válvulas. El sistema de escape solo podrá tener una salida central, que redirigirá los gases calientes para crear una mayor adherencia a la pista.

#### Sistemas eléctricos
Los sistemas eléctricos y de control a bordo, una vez inspeccionadas al inicio de la temporada, no podrán ser modificados sin autorización previa. Encendidos electrónicos, sistemas de lanzamiento y, desde 2008 también el control de tracción, están prohibidos. Los ordenadores deben contener un sistema telemétrico de información de datos sobre accidentes.
El motor solo se podrá arrancar en el box, pit-lane o en parrilla de salida, y se podrán usar dispositivos de arranque separados. Si el motor está equipado con un dispositivo anti-bloqueo, este deberá ser ajustado para cortar el motor en menos de diez segundos en el caso de un accidente.
Cuando los monoplazas se dispongan a entrar en el pit-lane deberán apagar el motor de combustión y permanecer con el motor eléctrico. El motor de combustión se podrá volver a poner en marcha en la salida de la calle de boxes. El motor de combustión deberá poder pararse y ponerse en marcha desde la cabina de pilotaje sin ayuda externa.
Todos los coches deben llevar varios leds (rojo, azul y amarillo) en la cabina para proporcionar al piloto información sobre las condiciones y las señales en pista. Dichos leds deben tener un diámetro mínimo de 5 mm y deben estar montados en el campo visual normal del piloto.

#### Cambio de marchas
El cambio de marchas automático es considerado una ayuda para el piloto y no está permitido. A la hora de cambiar de marchas, el embrague y el acelerador no necesitan estar bajo el control del piloto. La caja de cambios estará equipada con 8 marchas hacia adelante, una de las cuales se usará para transitar a bajas velocidades, como cuando se atraviesa por el callejón de boxes. Además, debe contar con una marcha hacia atrás.
Durante el inicio de la carrera, solo se permite realizar un cambio de marchas en la salida antes de que el coche haya superado los 80 km/h, siempre que cada marcha sea capaz de alcanzar los 80 km/h a 15 000 revoluciones por minuto.
Está prohibido modificar la relación de los cambios durante la temporada anual. Cada piloto deberá indicar cuál será la combinación de su preferencia y será la que deberá utilizar toda la temporada. Excepcionalmente durante 2022 se ha permitido un cambio de la relación durante la temporada. Si un piloto coge el coche de otro piloto del mismo equipo, este coche debe tener la relación de marchas elegida por el piloto para la temporada. Las cajas de cambios deben usarse durante seis carreras consecutivas; si se rompe antes de los seis eventos, el piloto es sancionado con retroceso de posiciones en su siguiente carrera.

#### Repuestos
Ningún competidor puede tener más de un coche disponible para su uso en cualquier momento durante un evento. Ningún piloto puede utilizar más de tres motores en un mismo Mundial. Si un piloto usa más de tres motores, perderá diez plazas en la parrilla de salida. Lo mismo ocurre si se excede el número de componentes del motor y del sistema de recuperación de energía.
Ningún piloto puede usar más de una caja de cambios durante seis eventos consecutivos en los que compita su equipo. Si un piloto reemplaza una caja de cambios sin terminar su ciclo o se excede en su número perderá cinco plazas en la parrilla de salida.

#### Difusores soplados
Desde el Gran Premio de Europa de 2011 los equipos ya no pueden ajustar el mapa de motor entre la sesión de calificación y la carrera. Los sistemas de soplado caliente y soplado frío a través de los difusores también están prohibidos.

#### Sistema de Reducción de Arrastre (DRS)
Hasta la temporada 2012, los pilotos podían activar el DRS durante los libres y la calificación las veces que quisiesen. A partir de 2013, se puede utilizar únicamente en carrera en las zonas delimitadas del circuito a tal efecto y cuando el piloto que quiera adelantar esté a menos de un segundo del coche precedente al pasar por la zona de detección.
El doble DRS activo, utilizado por Mercedes y Red Bull en 2012, quedó prohibido a partir de 2013. Consistía en unas ranuras instaladas en los laterales del alerón trasero que, si bien permanecían tapadas por el plano superior del alerón, al activar el DRS —el sistema que levanta dicho plano para reducir la resistencia al aire y ganar velocidad en las rectas— se descubrían estas ranuras, dejando pasar el aire por ellas y permitían ganar todavía más velocidad punta, dirigiendo el aire al alerón delantero o de nuevo a otra zona del alerón trasero.
El reglamento no prohíbe sin embargo el doble DRS pasivo, un sistema que habrían probado Mercedes y Lotus en sesiones de libres en 2012. Por lo visto en 2012, año en el que no se llegó a probar en carrera, el sistema no daría tantos beneficios en el rendimiento del monoplaza.

#### Reabastecimiento de combustible
Desde  2010, el reabastecimiento de combustible ya no está permitido durante la carrera, arrancando cada vehículo con suficiente combustible para toda la carrera. Si un vehículo no termina la carrera por falta de combustible, el piloto será sancionado.

#### Neumáticos
Desde 2022, se utilizan llantas de 18 pulgadas de aleación de magnesio, proporcionadas por un único fabricante para todos los equipos. Con las nuevas medidas, los neumáticos no pueden tener un diámetro mayor 725 mm para las gomas de asfalto seco y 735 mm para las de asfalto mojado. Los neumáticos delanteros no deben ser más anchos de 375 mm y los traseros no deben superar los 470 mm.
Un solo proveedor de neumáticos suministra todos los neumáticos a todos los equipos, estando esta norma vigente desde la temporada 2007. Todos los neumáticos deben utilizarse tal como se suministran por el fabricante. Cualquier modificación o tratamiento están prohibidos. Los neumáticos sólo se puede inflar con aire o nitrógeno. Cualquier proceso cuya intención sea reducir la cantidad de humedad en el neumático o en su gas de inflado está prohibido.
En 2023 hay ocho tipos de neumáticos: seis tipos para seco y dos para mojado. De los seis tipos para seco, para cada evento el proveedor de neumáticos elige tres, denominándose estas opciones como duro,  medio y blando según su nivel de resistencia. Los neumáticos más duros duran más vueltas pero ruedan más lentos, mientras que los neumáticos más blandos proporcionan un menor tiempo de vuelta, pero se degradan antes. Se proporciona el mismo número de juegos de todas las opciones para todos los equipos. Uno de los juegos del tipo más blando deberá ser usado obligatoriamente en la ronda Q3 de clasificación. Otros dos juegos de los otros dos tipos para seco deberán ser usados por los pilotos obligatoriamente en la carrera. Las opciones para mojado son los neumáticos denominados intermedios y los de lluvia extrema, que estarán siempre disponibles de manera adicional para usar en cualquier momento durante la clasificación o la carrera, siempre que se autorice su uso por el director de carrera por declarar el suelo mojado. En caso de autorizarse el uso de neumáticos de mojado, los pilotos estarán exentos de usar los juegos de neumáticos en seco obligatorios siempre que se use algún juego de mojado.
Durante cada evento, los equipos tendrán que devolver diferentes juegos de neumáticos de acuerdo con un cierto horario, pero pueden decidir qué juego devolver. El juego designado obligatorio para la ronda Q3, tendrá que devolverse al terminar esa ronda incluso aunque el piloto no haya participado en ella por no haberse clasificado. Si se acaba la carrera, se deben devolver todos los neumáticos exceptuando un solo juego para cada auto en caso de remolcarlos ya armados al camión de traslado de cada equipo y devolverlo en su siguiente Gran Premio.
Cada compuesto se diferencia por un color diferente del logo de Pirelli en el flanco lateral dependiendo de la carrera.

### Normas deportivas

#### Carreras
La distancia de todas las carreras será igual a la menor cantidad de vueltas completas que superen una distancia de 305 kilómetros (excepto en el Gran Premio de Mónaco que son 260 kilómetros). Sin embargo, en caso de transcurrir dos horas (o tres, en caso de declarar bandera roja) antes de completar la distancia de la carrera programada, al líder se le mostrará la bandera a cuadros cuando cruce la línea de llegada al final de la vuelta durante la cual el período de dos horas terminó. Si la carrera se suspende, la duración de la suspensión será añadida a este período de dos horas hasta un máximo de tiempo total de carrera de tres horas.
El número mínimo de carreras de una temporada es de diez y el máximo de veinticuatro.

#### Carrera Sprint
Desde 2021 en unas pocas carreras seleccionadas, se añade además una sesión sprint el día anterior a la carrera. Esta sesión sprint consiste en una carrera de un tercio de la distancia de la carrera principal. La duración de la sesión sprint está limitada a una hora ampliable por las paradas realizadas hasta una hora y media en total, momento en el que se declarará ganador del sprint al primero que cruce la línea de meta aunque no se haya completado la distancia prevista. La determinación de la parrilla se descartó en 2023, debido a la introducción de la clasificación sprint, y en 2024, se realiza antes de la clasificación regular.

#### Pilotos
Los equipos pueden usar cuatro pilotos distintos en una misma temporada, pudiendo puntuar cada uno de ellos. Además de estos, cada equipo puede utilizar pilotos adicionales en cualquier sesión de entrenamientos de viernes (no pueden pilotar más de dos pilotos en una misma sesión) siempre que estén en posesión de la Super Licencia de la FIA. No se pueden reemplazar pilotos una vez iniciada la clasificación.

#### Entrenamientos
Ningún competidor puede realizar más de 15 000 km de tests en un mismo año. No se pueden realizar entrenamientos mientras se esté celebrando un evento del Mundial, durante el mes de agosto, o entre la semana previa a la primera prueba del Mundial y el 31 de diciembre del mismo año con una excepción: tres días de test en un lugar aprobado por la FIA para coches de F1.

#### Clasificación
La sesión de calificación está dividida en tres sesiones: Q1, Q2 y Q3. Durante la Q1, cualquier piloto cuyo mejor tiempo exceda el 107 % del mejor tiempo marcado durante esa sesión, o que no llegue a marcar un tiempo, no podrá participar en la carrera. Sin embargo, bajo circunstancias excepcionales, como puede ser marcar un buen tiempo en la sesión de entrenamientos, o informar de un accidente o de una falla técnica ocurrida a mitad de clasificación, los comisarios pueden permitir al coche empezar la carrera. Los primeros quince pilotos pasarán a la Q2, comenzando el resto la carrera del domingo en los puestos finales según su clasificación en la Q1. De los participantes en la Q2, solo diez pasan a la Q3. En la Q3, los mejores diez pilotos lucharán para determinar el orden de salida para el Gran Premio del domingo.
En aquellas carreras en las que haya programada una sesión sprint, se harán dos clasificaciones para determinar la posición de salida en la carrera oficial y en la sprint.
Es posible que, a mitad de clasificación, los comisarios llamaran por sorteo a un piloto para hacer una revisión técnica. Si dicho piloto se salta esa revisión, habrá sanciones.

#### Parc Fermé
Después de pesar los coches en cada sesión de calificación, los equipos están obligados a llevar sus coches a un sitio determinado del paddock, bajo la tutela de la FIA, conocido como "parque cerrado" (parc fermé). Los coches permanecen en el parc fermé desde tres horas y media tras la última sesión de calificación hasta cinco horas antes del comienzo de la carrera. Una vez allí no se puede trabajar en el coche excepto en tareas rutinarias de mantenimiento.
Si un equipo tiene que hacer otros trabajos importantes, trabajos en el cuerpo del vehículo, reemplazo de piezas dañadas por otras de distinto tipo o ajustes de suspensión, se rompe la regla del parque cerrado y el coche se iniciará desde la calle de boxes (pit lane).

#### Carrera
La calle de boxes se abre media hora antes del comienzo de la carrera, durante el cual los pilotos pueden conducir en pista todo el tiempo que quieran, pasando por la calle de boxes cada vez para evitar la parrilla de salida. Los pilotos deben estar en sus coches y en su lugar en la parrilla en el momento que el pit lane cierra 15 minutos antes de la salida; de lo contrario deben iniciar la carrera desde los boxes. Mientras tanto, los equipos pueden trabajar en sus coches en la parrilla.
Diez minutos antes del comienzo se tiene que evacuar la parrilla de salida, y sólo podrán permanecer los mecánicos, jueces de pista y pilotos. Normalmente los equipos durante este tiempo mantienen el vehículo con las ruedas tapadas con calentadores para calentar mejor las ruedas. Tres minutos antes de la salida, los coches deben estar preparados y con los neumáticos puestos.
Los motores deben estar en marcha un minuto antes de empezar la carrera, y quince segundos antes del comienzo todo el mundo debe abandonar la pista. Dos luces verdes en el semáforo de salida, indican el comienzo de la vuelta de formación, durante la cual los pilotos deben mantener sus posiciones (sin adelantar) excepto si el coche que va por delante se vea obligado a parar por un problema mecánico o haya tenido un accidente. Los coches dan la vuelta a la pista una vez, por lo general moviéndose de lado a lado para sanear los neumáticos, y realizando aceleraciones y frenadas bruscas para calentarlos, para posteriormente formar de nuevo en sus posiciones de partida en la parrilla. Una serie de cortos y controlados burnouts (derrapes de neumáticos) se realizan generalmente por cada conductor cuando se acerca a su posición en la parrilla, con el fin de maximizar la temperatura de los neumáticos traseros y limpiar cualquier resto de la vuelta de calentamiento.
Si por alguna razón, el coche no puede empezar la carrera (fallo de motor durante la calificación o las prácticas, fallos de suspensión, etc), puede participar en la carrera, pero será penalizado con 10 plazas en la parrilla de salida. Por ejemplo, si un piloto se clasifica 3.º, pero por algún problema debe cambiar el motor antes de la carrera (calificación, prácticas), empezará en la posición 13.º. Algunos equipos deciden romper la regla del parque cerrado, pero deben comenzar desde los talleres la carrera para poder aprovechar mejor la estrategia. Esto es, si comienzan desde talleres pueden cambiar el motor y cualquier otra parte del coche.
La carrera, si se declara un inicio en parado (Standing Start), comienza con cinco luces rojas controladas por los directores de carrera de la FIA. Las luces se iluminan de una en una de izquierda a derecha en intervalos de un segundo, y luego se apagan a la vez después de un intervalo de entre 4 y 7 segundos, dando comienzo la carrera. Si la salida tiene que ser abortada por alguna razón, las cinco luces rojas se encenderán de forma normal, pero en el momento de la salida, las tres luces de color naranja parpadearán y la pantalla al lado del semáforo advertirán a todos los pilotos que deben apagar sus motores. Después de eso, el inicio se reanudará a los cinco minutos. Si un conductor levanta la mano para indicar que no puede iniciar, el juez de esa fila ondeará una bandera amarilla, y después de unos segundos, tanto las luces rojas y naranjas se apagarán y las luces verdes se encenderán para indicar otra vuelta de formación. En algunos casos (como por ejemplo, una lluvia torrencial), si se declara un inicio en rodado (Rolling Start), todos los autos deben seguir al auto de seguridad hasta que dicho vehículo entra al garaje y el director de carrera mostrará bandera verde.

#### Conducción
Los pilotos no pueden abandonar la pista sin un motivo justificado (se juzga que un piloto ha abandonado la pista si ninguna parte del coche está en contacto con el trazado). En ese caso, se eliminará los mejores tiempos y se le aplicará otros tipos de sanciones del límite de pista. Tampoco debe forzar a otro piloto a salirse de la pista, ya que se arriesga a algunas sanciones, como la suma de tiempos. No está permitido realizar más de un cambio de dirección para defender la posición. Si un piloto se sale de la línea de pilotaje para defender su posición tendrá que dejar el espacio correspondiente a un monoplaza entre su propio coche y el límite del trazado al encarar la curva o será sancionado por abandonar la pista y ganar ventaja.

#### Puntuación
El campeonato de pilotos y constructores se decide por puntos, que son obtenidos dependiendo en la plaza en la que cada piloto acaba la carrera.
En el campeonato de 2014, en la última carrera del mundial se asignaron el doble de puntos, con el fin de mantener la emoción del campeonato hasta el final. El sistema de puntuación actual para ambos campeonatos (pilotos y constructores) es el siguiente:
| Puesto en la carrera | Puntos    |
| -------------------- | --------- |
| 1.º                  | 25 puntos |
| 2.º                  | 18 puntos |
| 3.º                  | 15 puntos |
| 4.º                  | 12 puntos |
| 5.º                  | 10 puntos |
| 6.º                  | 8 puntos  |
| 7.º                  | 6 puntos  |
| 8.º                  | 4 puntos  |
| 9.º                  | 2 puntos  |
| 10.º                 | 1 punto   |

Antes del reglamento del 2025, recibe un punto extra el piloto, así como su equipo, que haya realizado la vuelta más rápida siempre que finalice entre los diez primeros y que el líder haya completado al menos el 50 % de las vueltas. Los pilotos posteriores a estos puestos no reciben ningún punto.
Si en la carrera el líder no ha completado al menos dos vueltas completas sin coche de seguridad, no se otorgarán puntos. Si la carrera es suspendida, no se renauda y el líder ha completado menos del 75 % de la distancia original de carrera, se otorgarán los siguientes puntos según el porcentaje de la distancia completado por el líder:
| Puesto | Completado menos del 25 % | Completado al menos el 25 % y menos del 50 % | Completado al menos el 50 % y menos del 75 % |
| ------ | ------------------------- | -------------------------------------------- | -------------------------------------------- |
| 1.º    | 6 puntos                  | 13 puntos                                    | 19 puntos                                    |
| 2.º    | 4 puntos                  | 10 puntos                                    | 14 puntos                                    |
| 3.º    | 3 puntos                  | 8 puntos                                     | 12 puntos                                    |
| 4.º    | 2 puntos                  | 6 puntos                                     | 10 puntos                                    |
| 5.º    | 1 puntos                  | 5 puntos                                     | 8 puntos                                     |
| 6.º    | -                         | 4 puntos                                     | 6 puntos                                     |
| 7.º    | -                         | 3 puntos                                     | 4 puntos                                     |
| 8.º    | -                         | 2 puntos                                     | 3 puntos                                     |
| 9.º    | -                         | 1 punto                                      | 2 puntos                                     |
| 10.º   | -                         | -                                            | 1 punto                                      |

Si el líder completa más de dos vueltas detrás del coche de seguridad y finaliza con la bandera a cuadros, se reparten todos los puntos como ya sucedió en el GP de Japón del 2022, donde Max Verstappen fue campeón del mundo por esta regla.
Se otorgarán todos los puntos de la carrera si el líder ha completado al menos el 75 % de la distancia de carrera.
También se otorgan puntos en la sesión sprint en aquellas carreras en las que está programada de acuerdo al siguiente baremo:
| Puesto en la sesión Sprint | Puntos   |
| -------------------------- | -------- |
| 1.º                        | 8 puntos |
| 2.º                        | 7 puntos |
| 3.º                        | 6 puntos |
| 4.º                        | 5 puntos |
| 5.º                        | 4 puntos |
| 6.º                        | 3 puntos |
| 7.º                        | 2 puntos |
| 8.º                        | 1 punto  |

No se otorgan puntos en la sesión sprint si el líder no ha completado al menos el 50 % de la distancia prevista y al menos dos vueltas sin coche de seguridad.
El campeonato de pilotos y de constructores lo obtienen el piloto y el equipo que más puntos tengan al final de la temporada. En caso de empate, la FIA compara las veces que el piloto ha acabado la carrera en determinada posición. En este caso, el que más veces haya quedado en primera posición es el ganador, en el caso de haber empate, el ganador sería el que más veces hubiera quedado en segunda posición y así hasta deshacer el empate.

#### Banderas
Las banderas en la Fórmula 1, y por extensión en el automovilismo, son algo imprescindible, puesto que son la manera de comunicarse de los comisarios de pista a los pilotos. Es como saberse las señales de tráfico, los conductores deben de conocer y respetar las distintas banderas. Las dimensiones mínimas son 60 cm × 80 cm, excepto la roja y la de cuadros que tienen que ser de cómo mínimo 80 × 100 cm.
| Bandera | Color y patrones                                                     | Descripción                                                            | Presentación             | Significado |
| ------- | -------------------------------------------------------------------- | ---------------------------------------------------------------------- | ------------------------ | --- |
|         | Bandera verde                                                        | Bandera verde                                                          | Agitada                  | El peligro ha pasado y se puede volver a adelantar. Cuando el director de carrera lo requiera, se puede mostrar también durante la vuelta de calentamiento, al principio de una sesión de entrenamientos de forma simultánea en todos los puestos de señalización, cuando se anuncia la largada, previo encendido de los semáforos, o cuando entra el auto de seguridad al garaje. |
|         | Bandera roja                                                         | Bandera roja                                                           | Agitada                  | Detención de los entrenamientos o de la carrera ya sea por un accidente o por causas meteorológicas. Todos los pilotos deben reducir inmediatamente su velocidad, detenerse si es necesario y volver a los boxes —o al lugar previsto por el reglamento de la prueba—. Está prohibido adelantar. Esta bandera se muestra únicamente por orden del director de carrera. Todos los semáforos del trazado se pondrán en rojo. Si ocurre al iniciar la carrera o durante el reinicio sin completar la vuelta o al menos el primer sector, todos los pilotos deben devolverse a sus posiciones de origen desde la última vuelta sin bandera roja. |
|         | Bandera amarilla                                                     | Bandera amarilla o Precaución                                          | Agitada                  | Peligro, no se permite el adelantamiento y se debe reducir la velocidad. Puede ser mostrada a los pilotos de dos formas diferentes: - Una bandera amarilla: reducir la velocidad, no adelantar y estar preparados para variar la trazada debido a la presencia de un peligro en un borde de la pista o en una parte de la misma. - Dos banderas amarillas: reducir la velocidad, no adelantar y prepararse para variar la trazada o incluso para detenerse debido a la presencia de un peligro que obstruye la pista total o parcialmente. Se muestran normalmente en el puesto de señalización inmediatamente anterior al peligro, aunque en algunas ocasiones se pueden mostrar en más de uno. La presencia de esta bandera antes de la salida, por la imposibilidad de algún conductor de empezar, obliga a la cancelación de la salida. En ese caso, los semáforos se pondrán en amarillo. Al reiniciar, se suele realizar otra vuelta de formación. |
|         | Bandera amarilla con letreros SC o con un marcado VSC en los paneles | Virtual Safety Car o Auto de seguridad                                 | Agitada la amarilla      | El coche de seguridad —safety car en inglés— está interviniendo en la pista, por lo hay que reducir la velocidad, no adelantar, e incluso estar preparados para detenerse y variar la trazada ya que un peligro obstruye de forma total o parcial la pista. Si en los paneles aparece VSC, significa coche de seguridad virtual. Los coches tienen que ir a una velocidad reducida y controlada en todo el circuito. |
|         | Bandera amarilla con franjas rojas                                   | Bandera amarilla con franjas rojas o Bandera a rayas                   | Estática                 | Existencia en la pista de un elemento que causa disminución de la adherencia. Puede mostrarse por restos de aceite o por presencia de fragmentos de coche en pista; también se muestra en aquellas zonas del circuito donde la pista está seca y comienza a llover. Los conductores deberán reducir la velocidad en ese punto. |
|         | Bandera azul                                                         | Bandera azul                                                           | Agitada                  | Tiene varios significados según cuándo se utilice: - Siempre —en entrenamientos y carreras—: se muestra estática al final del pit lane para indicar al piloto que sale del pit lane que hay coches que se aproximan por la pista. El semáforo del pit lane también muestra una señal parpadeante luminosa azul. - En los entrenamientos: el piloto debe ceder el paso a un coche más rápido al cual se precede. - En la carrera: el piloto va a ser superado por otro piloto que ha realizado al menos una vuelta más. El piloto que será superado debe permitir el adelantamiento tan pronto como sea posible. |
|         | Bandera blanca                                                       | Bandera blanca                                                         | Agitada                  | Existe un vehículo mucho más lento en la pista, ya sea de emergencias o de carreras. |
|         | Bandera negra y blanca diagonalmente dividida                        | Bandera negra sobre blanco, Bandera dividida o Bandera de amonestación | Estática con el dorsal   | Apercibimiento por maniobra peligrosa: El piloto ha realizado una maniobra antideportiva y recibe esta sanción. Se presenta una sola vez y si el competidor reincide en la falta, se le mostrará la bandera negra. Se utiliza también cuando un piloto a excedido los límites de pista 3 veces en carrera, para advertirle que en la siguiente habrá penalización de tiempo. |
|         | Bandera negra con círculo naranja                                    | Bandera negra con círculo                                              | Estática junto al dorsal | Indica al piloto que su vehículo tiene problemas mecánicos que pueden constituir un peligro para los demás competidores y para él, por lo que deberá detenerse en su box lo antes posible. Actualmente no es muy utilizada, puesto que en estas situaciones se le muestran a los pilotos desde las pantallas del auto, si estas no fuesen segmentadas, y se suele avisar al piloto mediante radio. |
|         | Bandera negra                                                        | Bandera negra o Descalificado                                          | Estática junto al dorsal | Exclusión total de la prueba: El piloto efectuó una maniobra antideportiva de suma gravedad, por lo que es sancionado con la exclusión total de la competición. Suele ser exhibida de forma directa, o después de haberse mostrado la bandera dividida, dependiendo de la gravedad de la falta. Solo es exhibida por el comisario deportivo de la prueba. El piloto debe detenerse en su box o en el lugar designado previamente en el briefing, la próxima vez que se pase por la entrada de pit lane. En algunas ocasiones, las decisiones del comisariato respecto a una exclusión son tomadas una vez finalizada la competición, debido a la realización de análisis de la maniobra efectuada por el piloto infractor. Asimismo, se puede aplicar una exclusión durante los entrenamientos, dependiendo de la gravedad de la falta del piloto. |
|         | Bandera blanca y negra a cuadros                                     | Bandera a cuadros                                                      | Agitada                  | Final de carrera, o en su caso, de cada una de las sesiones de la competición. |

Actualmente hay unos leds en los volantes de los pilotos de tres colores: amarillo, azul y rojo, que les indican si hay mostrada alguna bandera (amarilla o roja) o si les están mostrando una bandera azul (led azul).

#### Coche de seguridad
A partir de la temporada de 1990 los coches podrán recuperar vueltas perdidas respecto al líder de la carrera (situación también llamada "desdoblarse") cuando esté el coche de seguridad en pista y volver a unirse a la carrera en la parte trasera.
En caso de que las condiciones climáticas no fueran las apropiadas para continuar con la prueba, la Dirección de la carrera deberá posponer o suspender por fuerza mayor. Esta acción se realiza con el fin de preservar la integridad física de los competidores…

#### Penalizaciones
Los jueces de la carrera pueden penalizar a los pilotos por distintas acciones, por ejemplo: una salida en falso tras comenzar antes de que se apague el semáforo o equivocarse de posición, sobrepasar el límite en los talleres, causar un accidente, tocarse con otro piloto, bloquear antideportivamente, o ignorar banderas. También puede darse una penalización cuando, con el SC en pista, el piloto entra a los talleres antes de que los coches estén alineados en orden.
Actualmente hay seis tipos de penalizaciones:
- El drive-through, que obliga al piloto a pasar por la calle de boxes sin detenerse, pero respetando el límite de velocidad.
- El stop and go de cinco o diez segundos, que obliga al piloto a ir al box, parar cinco o diez segundos sin que los mecánicos puedan realizar ninguna acción y volver a salir.
- Otra penalización es la de retroceder de dos a diez plazas en la parrilla de salida. Así, si el piloto se clasifica 1.º, pero tras cambiar la pieza sin terminar su vida útil saldría en la 11.º posición, o si el piloto clasifica 3.º, pero como castigo por bloquear a otro piloto en clasificación, saldrá 6.º. Las sanciones de 15 o más puestos implican a que un piloto debe salir desde el fondo de la parrilla (excepto si se rompe la regla del parque cerrado, lo que obliga a partir desde los talleres).
- Si los comisarios detectan que los pilotos exceden los límites de la pista, se les sancionan a los involucrados eliminando sus mejores tiempos. Es posible que se asigna otro tipo de sanciones por límites de pista si ocurre en carrera, además de la eliminación de mejores tiempos.
- La penalización con suma de tiempos, simplemente se le añadirán desde los cinco segundos a su tiempo total al finalizar la carrera. Si se le aplica esa penalización y entra a los pits, se tiene que cumplir ese tiempo sin que los mecánicos puedan realizar ninguna acción y se realizarán las acciones cumplido ese plazo.
- La penalización más grave es la bandera negra, que se utiliza cuando el piloto ha ignorado otras penalizaciones, no pasa la revisión técnica post-carrera (ya sea por irregularidades en el suelo o por peso inferior al mínimo) o ha hecho algo ilegal. El piloto es descalificado de esta manera y no obtiene ningún punto.

En las penalizaciones de drive-through o stop-and-go, el piloto tiene de límite dos vueltas para cumplir la penalización, en caso contrario será descalificado con una bandera negra. La excepción a esta regla es si el coche de seguridad se desplegó antes de que un conductor cumpla su pena, en cuyo caso no se le permite cumplir su pena hasta que el coche de seguridad vuelva al pulg. Si es penalizado cuando faltan cinco o menos vueltas para terminar la carrera, dichas sanciones son reemplazadas por la sanción con suma de tiempos, que se le añadirán 20 segundos a su tiempo total al finalizar la carrera si tienen una penalización drive-through y 25 o 30 segundos si tiene una penalización stop-and-go. Si se termina la carrera, se puede descalificar a un piloto si falla la revisión técnica post-carrera.
Desde 2014 hay un nuevo sistema de penalizaciones parecido al carné por puntos. Cada piloto comenzará el Mundial con doce y de ahí se le irán reduciendo en función de las infracciones que cometa. En caso de quedarse a cero, el piloto tendrá una suspensión automática de una carrera. Las sanciones de puntos aplicadas son eliminadas después de un año o tras la carrera de castigo.